# Борисенко Микола Іванович
Микола Іванович Борисенко (нар. 2 серпня 1935, село Глибоке, Бориспільський район, Київська область — 4 червня 1997, Київ) — український державний діяч, міністр статистики України (червень 1991 — серпень 1996); заступник голови Національної ради з питань статистики при Президенті України (з квітня 1995), депутат Верховної Ради УРСР 11-го скликання (з 1988 року).

## Життєпис
У 1952—1957 р. — студент економічного факультету Київського державного університету імені Тараса Шевченка, економіст. Член КПРС.
У серпні 1957 — березні 1958 року — економіст промислового відділу Станіславського (тепер — Івано-Франківського) обласного управління статистики.
У липні 1958 — лютому 1963 року — інструктор відділу праці та зарплати Республіканського комітету профспілки робітників і службовців сільського господарства і заготівель.
У лютому 1963 — грудні 1964 року — інструктор Київського промислово-виробничого партійного комітету КПУ.
У грудні 1964 — травні 1968 року — помічних 1-го секретаря Київського міського комітету КПУ.
У травні 1968 — липні 1969 року — начальник підвідділу технічно-економічної експертизи, у липні 1969 — лютому 1975 року — начальник підвідділу — заступник начальника відділу комплексного територіального планування, у лютому — вересні 1975 року — начальник відділу якості продукції, стандартизації та науково-технічної інформації Держплану УРСР.
У вересні 1975 — серпні 1987 року — заступник завідувача відділу планових і фінансових органів ЦК КПУ, заступник завідувача економічного відділу ЦК КПУ.
У серпні — 23 грудня 1987 року — 1-й заступник голови Державного комітету Української РСР по статистиці.
23 грудня 1987 — червень 1991 року — голова Державного комітету Української РСР по статистиці.
У червні 1991 — серпні 1996 року — міністр статистики України. З квітня 1995 року — заступник голови Національної ради з питань статистики при Президенті України.

## Родина
Одружений, мав двох синів.

## Нагороди
- Орден «Знак Пошани»

- Медалі «В пам'ять 1500-річчя Києва», «Ветеран праці»

- Почесна Грамота Президії Верховної ради УРСР.